# جولیوس اکسلراد
ژولیوس اکسلراد (انگلیسی: Julius Axelrod؛ زاده ۳۰ مهٔ ۱۹۱۲ درگذشته ۲۹ دسامبر ۲۰۰۴) یک دانشمند در زمینه زیست‌شیمی اهل ایالات متحده آمریکا بود.